# Flower (film)
Pour les articles homonymes, voir Flower.
Pour plus de détails, voir Fiche technique et Distribution.
Flower est un film indépendant américain réalisé par Max Winkler et sorti en 2017.
Il est présenté en avant-première au festival du film de Tribeca à New York le 20 avril 2017. Il connait ensuite une sortie limitée le 16 mars 2018,

## Synopsis
Erica est une adolescente compliquée avec du cran et à la curiosité sexuelle débordante qui joue les justicières avec ses amies. Un jour, son nouveau demi-frère, Luke, sort du centre désintoxication où il était interné et lui dévoile qu'il a été abusé sexuellement par l'un de ses professeur, Will, quand il était jeune.
Erica va s'allier avec Luke et sa bande d'amie habituel pour essayer d'arnaquer Will et le faire payer.

## Fiche technique
Sauf indication contraire, les informations mentionnées dans cette section peuvent être confirmées par la base de données cinématographiques IMDb,  présente dans la section « Liens externes ».
- Titre original : Flower
- Réalisation : Max Winkler
- Scénario : Alex McAulay, Max Winkler et Matt Spicer, d'après une histoire d'Alex McAulay
- Direction artistique : Tricia Robertson
- Décors : Ellie del Campo
- Costumes : Michelle Thompson
- Photographie : Carolina Costa
- Montage : Jeff Seibenick et Sarah Beth Shapiro
- Musique : Joseph Stephens
- Casting : Rich Delia
- Production : Eric B. Fleischman, Brandon James, Matt Spicer et Sean Tabibian
- Sociétés de production : Rough House Pictures et Diablo Entertainment
- Société de distribution :
  - États-Unis : The Orchard (cinéma) ; Lionsgate (vidéo)
- Budget : 500 000 dollars[1]
- Pays d'origine :  États-Unis
- Langues originales : anglais
- Format : Couleur
- Genre : Comédie dramatique
- Durée : 93 minutes
- Dates de sortie :
  - États-Unis : 20 avril 2017 (Festival du film de Tribeca) ; 16 mars 2018 (nationale, limitée)

## Distribution
- Zoey Deutch : Erica Vandross
- Kathryn Hahn : Laurie
- Adam Scott : Will
- Tim Heidecker : Bob
- Joey Morgan : Luke
- Dylan Gelula : Kala
- Maya Eshet : Claudine
- Eric Edelstein (en) : Dale
- Romy Byrne : Alli Whitman
- Nawras Alzubaid : l'officer Johnson

## Production
En juin 2016, il est annoncé que Zoey Deutch, Kathryn Hahn, Adam Scott et Tim Heidecker seront les acteurs principaux du film Flower de Max Winkler. Le film est basé sur une histoire d'Alex McAulay, publié dans The Black List.
Le tournage s'est déroulé sur dix-sept jours dans la vallée de San Fernando en Californie.

## Accueil

### Critiques
Le film a divisé les critiques sur le site agrégateur de critiques Rotten Tomatoes, recueillant 51 % de critiques positives, avec une note moyenne de 5,5/10 sur la base de 55 critiques collectées.
Sur Metacritic, il reçoit également des critiques mitigées obtenant une note de 45/100 basée sur 20 critiques collectées.

### Box-office
| Pays ou région | Box-office | Date d'arrêt du box-office | Nombre de semaines |
| -------------- | ---------- | -------------------------- | ------------------ |
| États-Unis     | 328 188 $  | 27 mai 2018                | 11                 |

Le film étant une petite production indépendante, il est sorti uniquement aux États-Unis dans un nombre de salle limitée. Il récolte donc 328 188 $ au box-office après 11 semaines à l'affiche.